# Manuela Umele
Manuela Umele (1971) è un'ex sciatrice alpina austriaca.

## Biografia
La Umele, specialista delle prove tecniche, debuttò in campo internazionale in occasione dei Mondiali juniores di Zinal 1990, dove vinse la medaglia d'oro nello slalom gigante; in Coppa Europa conquistò l'ultimo podio il 16 dicembre 1994 a Gressoney-La-Trinité nella medesima specialità (2ª) e prese per l'ultima volta il via il 6 marzo 1996 a Champoluc in slalom speciale, senza completare la prova. Si ritirò al termine di quella stessa stagione 1995-1996 e la sua ultima gara fu uno slalom speciale FIS disputato il 31 marzo a Mellau; non ottenne piazzamenti in Coppa del Mondo né prese parte a rassegne olimpiche o iridate.

## Palmarès

### Mondiali juniores
- 1 medaglia:
  - 1 oro (slalom gigante a Zinal 1990)

### Coppa Europa
- Miglior piazzamento in classifica generale: 6ª nel 1990
- 1 podio (dati dalla stagione 1994-1995):
  - 1 secondo posto

### Campionati austriaci
- 2 medaglie[1]:
  - 2 bronzi (slalom gigante nel 1989; slalom speciale nel 1996)